# Lucio Maria Attinelli
Lucio Maria Attinelli (4 de agosto de 1933, Palermo, Sicilia) es periodista y escritor italiano.

## Biografía
Como periodista, Lucio Maria Attinelli fue corresponsal de publicaciones periódicas en París: «Il Mondo», «La Fiera Letteraria», «L’Europeo», «Gente».
Con Italo Calvino, Dino Buzzati, Stefan Themerson, André Pieyre de Mandiarques entre otros, colaboró en la revista literaria internacional «Il caffé», creada y dirigida por G. Vicari.
Sus encuentros con Ezra Pound, Julio Cortázar, Alberto Giacometti, Jean Genet y sus corresponsalias durante los eventos de mayo de 1968 en París fueron referencias en Italia.
En Francia, colaboró con los diarios «Le Figaro» y «Combat» así como con la revista literaria « Les cahiers des saisons», dirigida por Jacques Brenner and Bernard Frank.
Fue alto funcionario de rango diplomático en la UNESCO. De 1962 a 1991 asumió sucesivamente los cargos de director adjunto en el departamento de Información, de coordinador adjunto del «Proyecto de las Naciones Unidas por el estudio integral de las Rutas de la Seda, Rutas de diálogo» y de director del departamento de Relaciones Públicas y Eventos Especiales, el cual creó y ocupó hasta que se marchó de la Organización. En este marco, le debemos, entre otras iniciativas, el lanzamiento mediático de la «Campaña mundial por la salvaguardia de Venecia».
Lucio Maria Attinelli, cuya singularidad es de escribir directamente en francés, es autor de varios guiones, de dos recopilaciones de poemas, de algunos cuentos y siete novelas.

## Obras
Lista de obras de Lucio Maria Attinelli
- Les Barons de Palerme, Acropole, 1982.
- Ouverture Sicilienne, Robert Laffont, 1992, y libro de bolsillo en 1997.
- La Gondole Blanche, Robert Laffont, 1994.
- La chute de l’épervier, Robert Laffont, 1997, y libro de bolsillo en 1998.
- Une saison sicilienne, Flammarion, 2000.
- Paradis d’Orages, Fayard, 2003.[3]
- Un Sicilien à Paris, Fayard, 2005.[4]
- Escribió la versión francesa para las ediciones Sauret de la obra de Giorgio Soavi: Giacometti.

## Filmografía
- 1972: Les Voraces de Sergio Gobbi con Helmut Berger, Françoise Fabian y Paul Meurice, guion de Lucio Attinelli y Vahé Katcha[5]
- 1975: Blondy de Sergio Gobbi con Bibi Andersson y Rod Taylor, guion y diálogos de Lucio Attinelli

## Premios Literarios
- En 1983, Premio Talamone por sus actividades literarias con Leonardo Sciascia.
- En 2003 fue finalista al premio internacional « Ostia/Roma» por su novela Una stagione a Palermo (Sellerio, editor), bajo los auspicios del Presidente de la República Italiana.

## Compromiso Internacional
Lucio Maria Attinelli fue el creador y coordinador general del programa de reflexiones y estudios, «Unesco-Nouveau Millénaire» que está al origen de la «Declaración de Responsabilidades y Deberes Humanos» a la cual participaron: Umberto Eco, Michel Serres de la Académie Française, Maurice Aymard de la Maison des sciences de l’homme, Dario Fo, Premio Nobel de Literatura, Arthur Miller, Sir Peter Ustinov y Wole Soyinka, Premio Nobel de Literatura, Adolfo Pérez Esquivel, Premio Nobel por la Paz.
En 1990 la UNESCO le entregó el acta oficial de «Profundo agradecimiento por sus 28 años de contribución a la Cooperación internacional y la Paz».

## Artes plásticos
Recientemente, dejando parcialmente de lado actividad literaria, Lucio Maria Attinelli se dedicó a la pintura y escultura. De punto de vista de expertos sus obras, inspiradas del «Soul Art» del cual saca su inspiración, son muy acabadas. Entre otras citaremos:
- Hommage à Marilyn
- 11 septembre
- Mai 68 et le suivant
- Aphrodite now
- Phéromones connexion
- Phéromones explosion
- C’era una volta Roma
- S.d. B: La deuxième vie du deuxième sexe